# كامل ماجشرزاك
كامل ماجشرزاك (بالبولندية: Kamil Majchrzak) مواليد 13 يناير 1996 في بولندا، هو لاعب كرة مضرب بولندي بدأ مسيرته كمحترف سنة 2014 يلعب باليد اليمنى. أعلى تصنيف له في الفردي كان المركز الـ 257 في سنة 2015. أعلى تصنيف له في الزوجي كان المركز الـ 377 في سنة 2015.

## الميداليات
| الميدالية | المسابقة                              |
| --------- | ------------------------------------- |
| ذهبية     | الألعاب الأولمبية الصيفية للشباب 2014 |
| برونزية   | الألعاب الأولمبية الصيفية للشباب 2014 |

## روابط خارجية
- كامل ماجشرزاك على موقع رابطة محترفي التنس (الإنجليزية)
- كامل ماجشرزاك على موقع الاتحاد الدولي لكرة المضرب (الإنجليزية)
- كامل ماجشرزاك على موقع كأس ديفيز (الإنجليزية)
- كامل ماجشرزاك على موقع خلاصة التنس.كوم (الإنجليزية)
- كامل ماجشرزاك على موقع إي إس بي إن.كوم (الإنجليزية)
- كامل ماجشرزاك على موقع أوليمبيديا (الإنجليزية)